# Mladi Muslimani
Mladi Muslimani je organizacija bošnjačkih muslimanskih aktivista u Bosni i Hercegovini. Osnovana je 1939. godine.

## Povijest
Mladi Muslimani su osnovani 1939. godine. Kao organizacija su bili u sukobu s Islamskom zajednicom. I prije osnivanja postojale su idejne osnove sukoba. Formulirao ih je jedan tuzlanski liječnik još 1934. godine. Ideološko formiranje i okupljanje samonikla je pojava među tom skupinom muslimana u staroj Jugoslaviji. Naziv "Mladi muslimani" nije bio još postojao, nego su se okupljali, kako je 1991. tvrdio Emin Granov, "na islamskoj idejnoj, a politički bošnjačkoj nacionalnoj platformi". Okupljali su se gimnazijalci i mali maturanti. Sastajalište im je bila "Trezvenost" i privatne kuće. Prvotno je to bio uži krug ljudi čiji se pokret naglo proširio među muslimanskom mladeži i počelo je uzajamno povezivanje. 
Naziv "Mladi Muslimani" došao je 1942./1943. godine. Dotad su djelovali kao omladinski ogranak El-Hidaje, udruge vjerskih službenika, osnovano 1930-ih radi legalnosti, jer je bilo opasno djelovati u nekoj organizaciji koja nije legalna. O registriranju ih je obavijestio Murtez Dervišević kad se vratio iz Sarajeva. Sastajalište je sad bilo u prostorijama El Hidaje. Kad se to dogodilo, članovi su bili na studiju u domu Narodne uzdanice u Zagrebu, a povremeno su odlazili u Sarajevo do odlaska u vojsku 1943. godine. Dio članova nevoljko je gledao na djelovanje pri El Hidaje, jer nisu htjeli da izgledaju kao da su pod nečijim utjecajem, jer su nastali kao autohtona pojava. Pretkraj rata opet su u Sarajevu kao vojni bjegunci, studenti Višta (Nuvaba), na vojnom dopustu, kao pripadnici muslimanske milicije s lažnim vojnim ispravama.
Na vanjskom planu, organizacija je nastala ožujka 1941. godine. Nisu imali afinitet ni prema kakvoj državi. Htjeli su biti ako je moguće nekakva autonomna oblast pod njemačkom vlašću, i nisu imali težnje biti Hrvatima. Htjeli su autonomiju Bosne, spominjan je i Sandžak, i napraviti demonstracije da bi Njemačkoj dali do znanja da ne žele Bosnu u BiH, ne pitajući pritom šta misle Hrvati. Tarik Muftić je u NDH 1941. pokušao u Zagrebu legalizirati Društvo Mladih Muslimana. Otišao je kod predratnog poznanika, utjecajnu osobu u NDH Aliji Šuljku. Šuljak, profesor u Trebinju, bio je žestoki ustaša i znao je da je Muftić napadao hrvatske ekstremiste jednog kad su se skupa vozili vlakom od Trebinja ka Sarajevu i nije mu to zaboravio. Šuljak ga je uputio kolegi iz ministarstva fra Radi Glavašu. Muftić je promislio da šta će mu fratar odobravati muslimansko društvo i nije pošao.
Protivili su se ustaškoj državi. Negativno su gledali na NDH, ustaštvo, protiv nacionalnog osvještavanja hrvatskih muslimana, pisali rezolucije protiv ustaških zlodjela a tek poslije četničkih, lažno tvrdeći da Katolička ništa nije poduzela niti osudila, premda su kad je dolazila NDH muslimanske četvrti u Sarajevu bile okićenje nacističkim zastavama, a katoličke hrvatskim. 
Poslije Drugoga svjetskog rata jugokomunistički sustav proganjao je pripadnike, osobito od 1945. do 1949. godine. 
Tijekom rata dio Mladih Muslimana djelovala je pri El Hidaji, a većina prvobitnih u Merhametu baveći se muhadžirima. Mladi Muslimani djelovali su rasuto, vezani jednom idejom. Poslije su oni manje buntovni ostali pri El Hidaji, a buntovniji izvan. Mladi Muslimani bili su antikomunisti, zbog čega ih ustaše nisu gledali kao neprijatelje, iako su bili svjesni da nisu s njima. Iako antikomunisti, nisu ih odmah po završetku rata proganjali. Mladi Muslimani bili su antiklerikalni, smatrajući da je "stalež hodža i šejhova nesposoban obnoviti islam, jer su kao svećenički stalež sputani formalističkim pogledom na islam zbog čega nema smjelosti ni mašte i da pogled treba usmjeriti u drugom pravcu u kojem će se napraviti radikalan korak ka napretku i preporodu." Svećenički stalež smatrali su kolaboracijskim sa svakim režimom.
Pripadnicima Mladih Muslimana se sudilo poslije rata u više valova. Prvo uhićenje bilo je 1. ožujka 1946., i nastavljeno drugom skupinom iste godine, još jedna skupina 1947., treća 1948. četvrta i peta pa onda 1949. Javni tužitelj Enver Krzić predlagao je drakonske kazne. Izetbegovića je spasilo što je osuđen tri godine prije. Alija Izetbegović procijenio je da je osuđen 1949. da bi bio pogubljen. Godine 1946. je odgovarao za neke stare stvari, a 1949. je na plenumu organizacije 20. i 21. veljače odlučeno da se izravno ustane u borbu protiv komunističkog sustava.
Organizacija je imala nekoliko struja. Mostarska je bila radikalnija i nisu bili za nenasilne metode borbe. Zbog toga su novinski izvještaji u Oslobođenju, Borbi, Politici prikazivali Mlade Muslimane kao jaku terorističku organizaciju.
Nekoliko je skupina osuđeno. Prva je osuđena 1946., u kojoj su osuđeni Alija Izetbegović, Nedžib Šaćirbegović, Ešref Čampara i dr. na kazne od 3 do 4 godine. Glavnoj je skupini suđeno u vrijeme dok je bila na snazi Rezolucija Informbiroa, 1949. godine. Tužitelj Enver Krzić inzistirao je na svezi Informbiroa i Mladih muslimana. Glasila u svim republikama davala su veliku važnost ovom slučaju. Na smrt strijeljanjem, konfiskaciju imovine i trajni gubitak časnih prava osuđeni su Hasan Biber, Halid Kajtaz, Omer Stupac i Nusret Fazlibegović. 20 godina robije s popravnim radom, konfiskacijom imovine i petogodišnji gubitak časnih prava dosuđen je Ismetu Serdareviću. Mahmut Jarebica i Tarik Muftić dobili su kaznu od 12 godina robije s popravnim radom, konfiskacijom imovine i četverogodišnji gubitak građanskih prava. Hilmija Muftić dobio je kaznu od 16 godina robije s popravnim radom, konfiskacijom imovine i četverogodišnji gubitak građanskih prava. Ramo Habota dobio je kaznu od 8 godina s popravnim radom, konfiskacijom imovine i dvogodišnji gubitak građanskih prava. Ejub Hadžić dobio je kaznu od 7 godina robije s popravnim radom, konfiskacijom imovine i jednogodišnji gubitak građanskih prava. Kemal Kurbegović i Sulejman Musakadić dobili su kaznu od 3 godine robije s popravnim radom, konfiskacijom imovine i jednogodišnji gubitak građanskih prava. Uz ovo suđenje, suđeno je pripadnicima Mladih Muslimana i na procesima gdje su pripadnici osuđeni u Mostaru (Salih Behmen, Omer Behmen, Teufik Velagić i dr.), Zenici, Banjoj Luci, Tuzli i gotovo svim drugim gradovima u BiH.
Islamska zajednica, smatrala je Mlade Muslimane suviše radikalnim, a Mladi Muslimani Islamsku zajednicu suviše neaktivnom. Vakufski sabor IVZ-a službeno je članove Mladih Muslimana isključio iz svojih redova prilikom procesa 1949. godine. Na sjednici vakufskog sabora Islamske zajednice u Narodnoj Republici BiH 14. kolovoza 1949. godine u Sarajevu ocijenio je djelovanje Mladih Muslimana koje je nazvao neprijateljskom i terorističkom organizacijom i donio posebnu rezoluciju o njima. U njoj je izjavljeno da "u posljednje vrijeme, pod plaštom tobožnje vjerske zanesenosti"  Mladi Muslimani ponovo pokušavaju djelovati, organizirajući svoje ilegalne grupice, radeći na rušenju narodne vlasti i spremanju terorističkih napada radi ostvarenja svojih odvratnih i izdajničkih ciljeva".
Islamska zajednica odbacila je tad panislamizam Mladih Muslimana, izjavivši ""Panislamizam, parola s kojom su nastupali 'Mladi Muslimani' za vrijeme okupacije a i danas, jeste parola imperijalizma s kojom imperijalisti nastupaju svuda gdje hoće da lome oslobodilačke pokrete naroda u islamskim državama ili gdje razbijaju jedinstvo i slogu muslimana koji žive u sretnoj zajednici s braćom ostalih vjeroispovijesti." Doista, program Mladih Muslimana ima pet ključnih točaka, a jedna od njih je da "hodže ne mogu biti nositelji islamskog preporoda". Alija Izetbegović je otvoreno priznao 1990-ih da su u Mladim Muslimanima uvijek imali snažnu antiklerikalističku tendenciju. Tvrdio je ""Mi smo uvijek vjerovali da je stalež hodža i šejhova nesposoban obnoviti islam, da ne treba upirati pogled u tom pravcu, da tu nade nema."
Pripadnicima Mladih Muslimana, u Jugoslaviji su izrečene teške kazne. Brojni aktivisti su uhićeni i proganjani. Po težini i dužini izrečeni kazna i broju osoba nad kojim je režim vršio represiju, to su bili skoro najveći politički procesi među Bošnjacima. Poznat je Sarajevski proces 1983. godine. Članovima organizacije sudilo se za "neprijateljsku i kontrarevolucionarnu djelatnost s pozicija muslimanskog nacionalizma"; glavni optuženi bio je Alija Izetbegović. Na suđenju su optuženi da žele uspostaviti čisto islamsku Bosnu i Hercegovinu i osuđeni. Ubijeni pripadnici su Asaf Serdarević, Nurudin Gackić, Sakib Nišić, Osman Krupalija, Mustafa Busuladžić, Hasan Biber, Halid Kajtaz, Nusret Fazlibegović, Omer Stupac, Asim Čamdžić, Fikret Pločo, Omer Kovač i Esad Karađozović.
Mladi Muslimani su imali svoj ogranak i u Sandžaku nakon Drugog svjetskog rata osnivan 17. aprila 1946. Glavni inicijator za osnivanje ove organizacije je bio Sulejman Kačar, a kao glavni pokrovitelj bio je Ismail Filibalić. Nakon samo dvije godine i smrti alima Ismaila ef. Filibalića od 1948. godine, mnogi članovi ove organizacije osuđivani su na teške zatvorske kazne. Organizacija je imala žensku granu Mlade Muslimanke. Temeljem knjige Ismeta Kasumagića "Trinaest mladomuslimanskih šehida" snimljen je istoimeni film u produkciji Udruženja "Mladi Muslimani" i BRT International iz Sarajeva.
Slom komunizma u Jugoslaviji omogućio je 1990. uvođenje demokracije i pojavu višestranačja. Obnovom demokratskog sustava, uvođenjem višestranačja, stvorili su se uvjeti za obnovu rada. Osnovana je sljednička udruga Mladih Muslimana 1990. i 1991. godine. Obnoviteljska skupština održana je 14. prosinca 1991. godine. 

## Vanjske povezice
- Mladi Muslimani